# Церковь Святого Георгия (Аддис-Абеба)
Церковь Святого Георгия (Геворга) (арм. Սուրբ Գևորգ եկեղեցի) — храм Армянской апостольской церкви в городе Аддис-Абеба, Эфиопия.

## История
Церковь Святого Георгия в Аддис-Абебе находится в семидесяти шагах от моста «Past Ras Mekonnen Bridge». В городе она известна как «Армянская Апостольская Святая Православная церковь Святого Георгия/Геворга» (англ. St. George Armenian Apostolic Holy Orthodox Church). До возведения храма местные армяне проводили свои религиозные службы в эфиопских православных церквях.
В 1923 году на этом месте была возведена армянская часовня. Затем, в 1935 году на её месте построили современную церковь. Согласно путеводителю по Аддис-Аббебе «Old tracks In the New Flower», первый архиепископ был родом из Константинополя, он же поставил лично в 1928 году первый камень в основание храма. Известно, что строительство профинансировал некий господин Мурадян в память о своём отце Геворге (в честь этого же святого и освящена церковь). В церемонии официального открытия церкви приняла также участие императрица Эфиопии, жена Хайле Селассие I Менен Асфав.

## Галерея

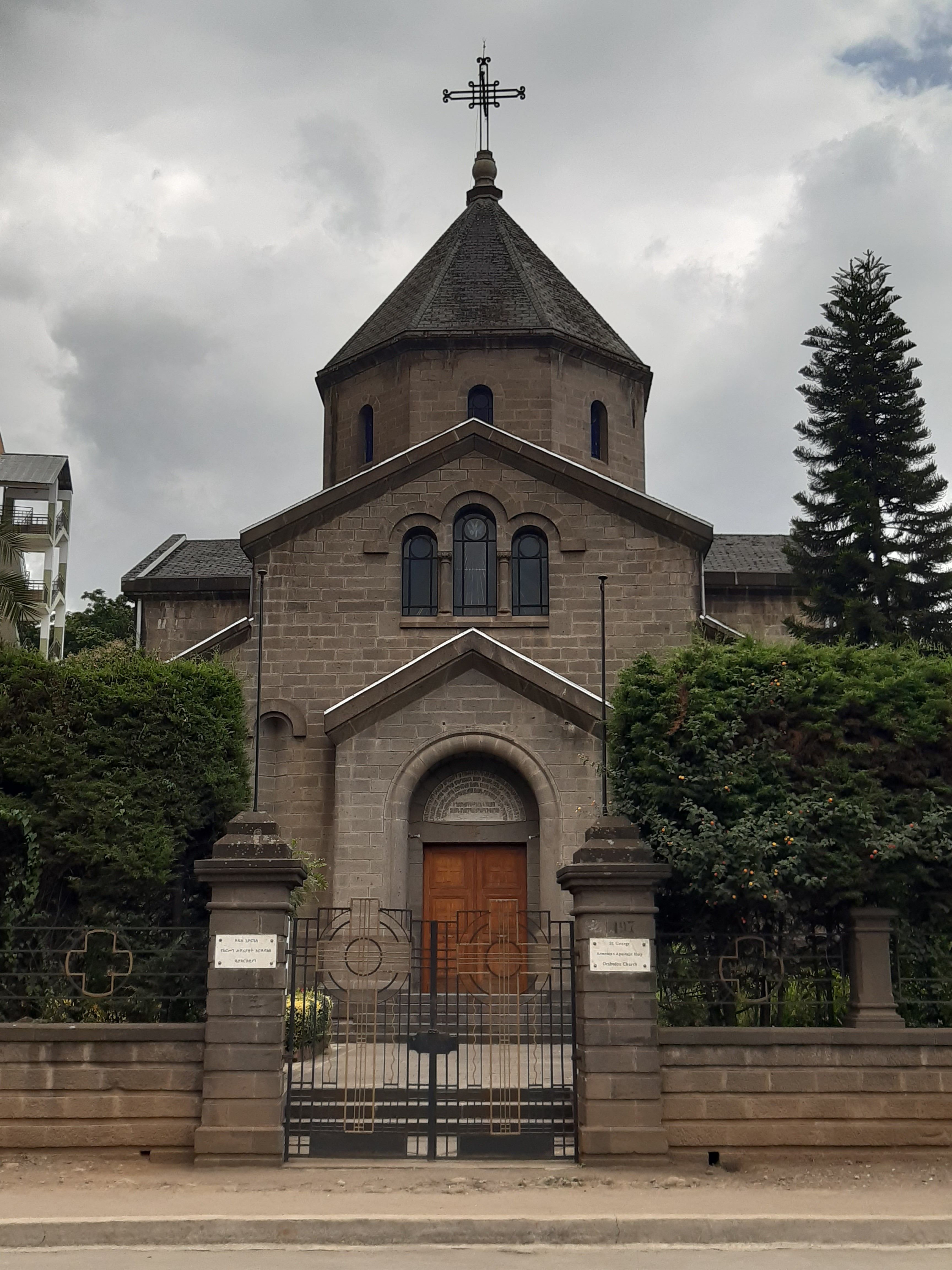
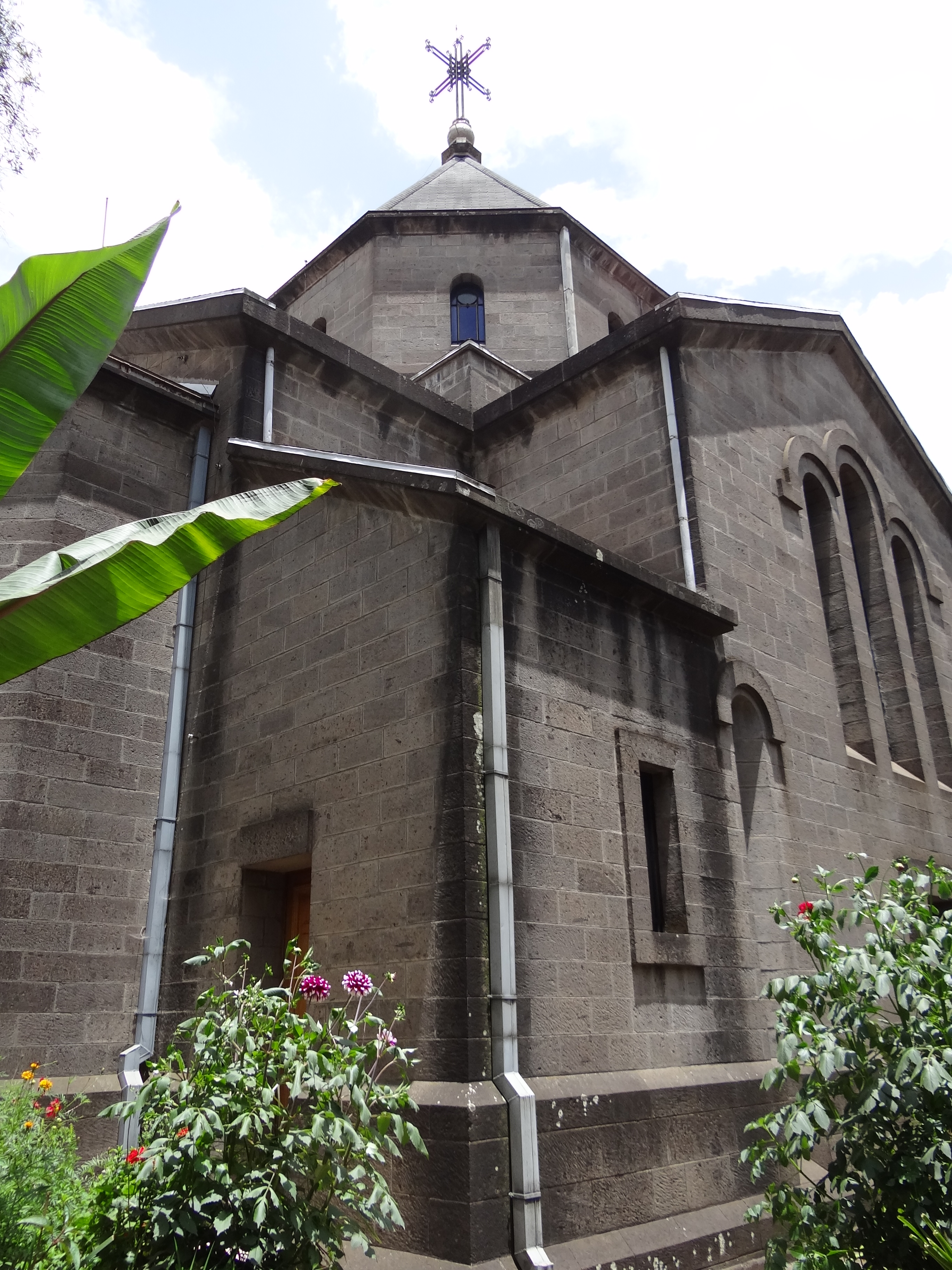
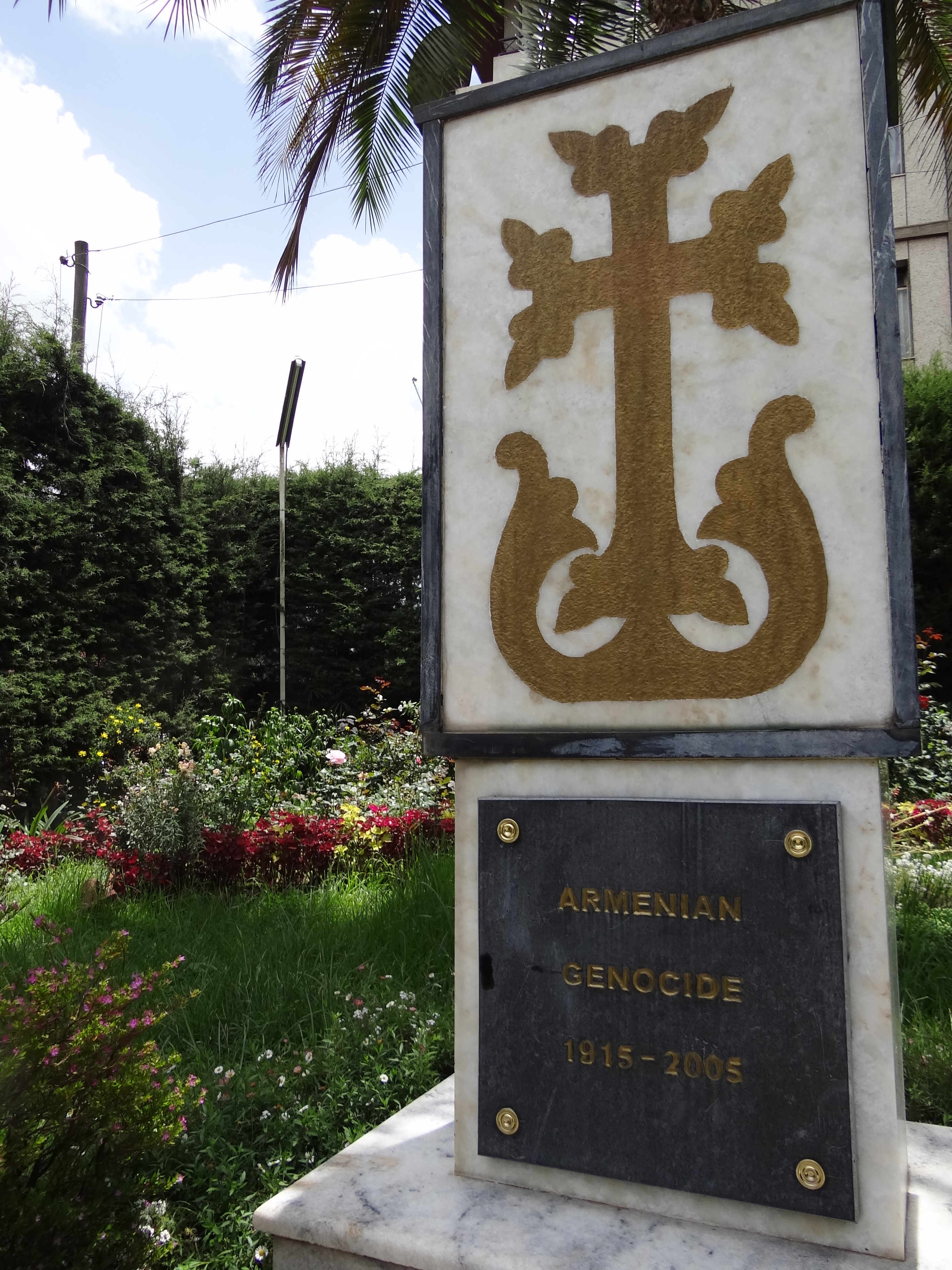